# Jánossomorja
Jánossomorja è una città di 5 998 abitanti situata nella contea di Győr-Moson-Sopron, nell'Ungheria nordoccidentale.